# Villers-le-Lac
Villers-le-Lac is een gemeente in het Franse departement Doubs (regio Bourgogne-Franche-Comté). De plaats maakt deel uit van het arrondissement Pontarlier. Villers-le-Lac telde op 1 januari 2022 5.248 inwoners.

## Geografie
De oppervlakte van Villers-le-Lac bedraagt 30,17 vierkante kilometer; de bevolkingsdichtheid is 172 inwoners per km² (per 1 januari 2019). De gemeente grenst in het oosten aan Zwitserland.
De onderstaande kaart toont de ligging van Villers-le-Lac met de belangrijkste infrastructuur en aangrenzende gemeenten.

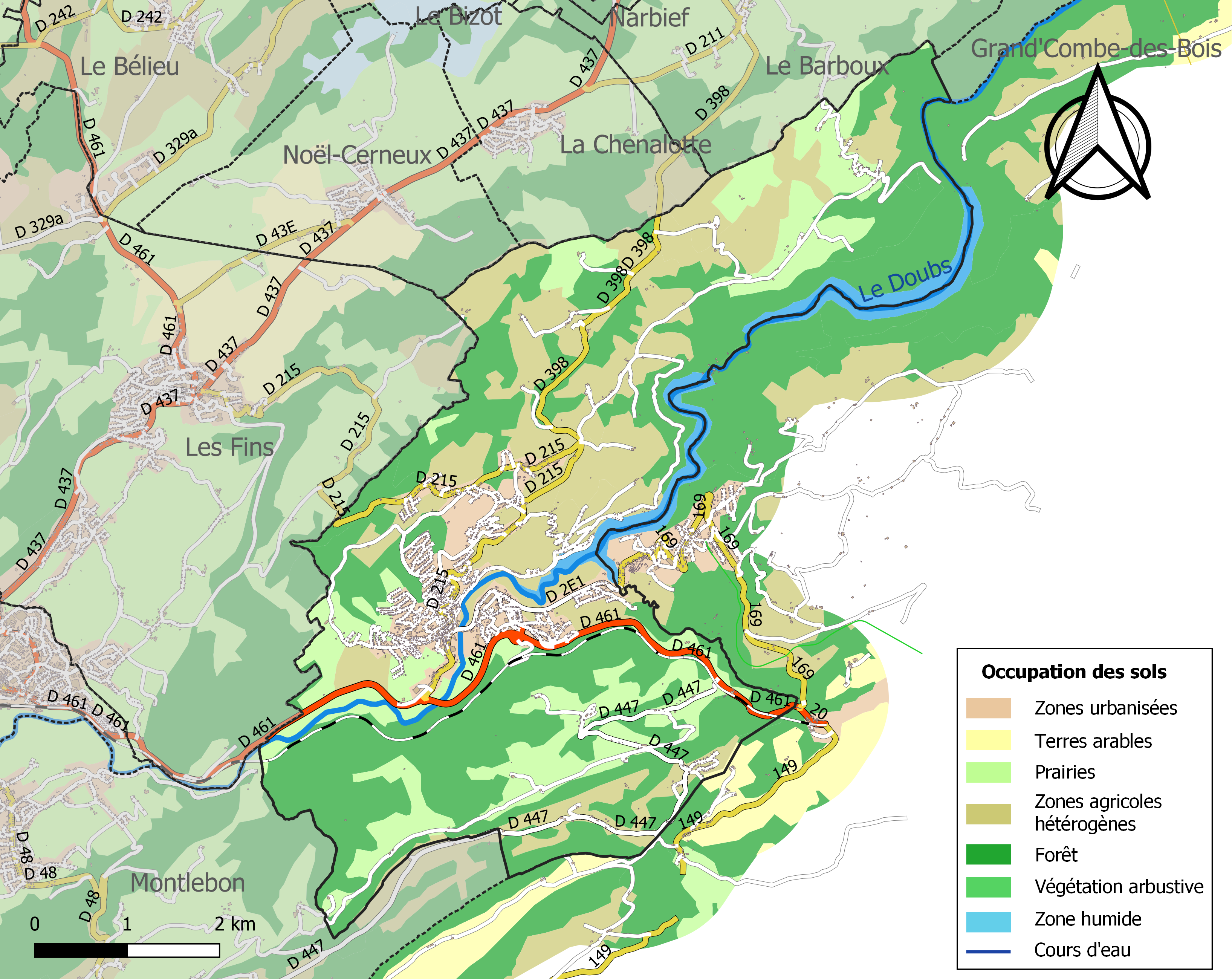

## Demografie
Onderstaande figuur toont het verloop van het inwonertal (bron: INSEE-tellingen).